# Larisa Lazutina
Larisa Evgen'evna Pticyna coniugata Lazutina (in russo Лариса Евгеньевна Птицына-Лазутина?; Kondopoga, 1º giugno 1965) è un'ex fondista russa.
Prima della dissoluzione dell'Unione Sovietica (1991) gareggiò per la nazionale sovietica; ai XVI Giochi olimpici invernali di Albertville 1992 fece parte della squadra unificata.
Moglie di Gennadij Lazutin, a sua volta fondista di alto livello, in carriera vinse cinque titoli olimpici, undici titoli mondiali, due Coppe del Mondo generali e due Coppe del Mondo di specialità.

## Biografia
In Coppa del Mondo ottenne il primo risultato di rilievo il 24 marzo 1984 nella 10 km di Murmansk (15ª), il primo podio il 14 dicembre 1988 nella 15 km a tecnica libera di Campra (3ª) e la prima vittoria il 15 dicembre 1989 nella 15 km a tecnica classica di Calgary. Fu inoltre l'unica, assieme alla connazionale Julija Čepalova, a conquistare per tre volte la gara più prestigiosa del circuito, la 30 km di Holmenkollen.
In carriera prese parte a sette edizioni dei Campionati mondiali, vincendo sedici medaglie, e a quattro dei Giochi olimpici invernali, Albertville 1992 (7ª nella 5 km, 5ª nella 30 km, 8ª nell'inseguimento, 1ª nella staffetta), Lillehammer 1994 (6ª nella 5 km, 5ª nella 15 km, 4ª nell'inseguimento, 1ª nella staffetta), Nagano 1998 (1ª nella 5 km, 2ª nella 15 km, 3ª nella 30 km, 1ª nell'inseguimento, 1ª nella staffetta) e Salt Lake City 2002.
In quest'ultima occasione si era classificata 4ª nella 10 km, 2ª nella 15 km, 1ª nella 30 km, 2ª nell'inseguimento e non aveva preso il via nella staffetta, alla quale la squadra russa non rinunciò a causa degli anomali valori ematici riscontrati proprio nella Lazutina; ai successivi controlli anti-doping lei e la sua compagna di squadra Ol'ga Danilova vennero trovate positive alla darbopoietina, una farmaco analogo all'EPO, e quindi squalificate. Tutti i risultati ottenuti dalla Lazutina a partire dal dicembre precedente furono annullati e la sciatrice fu squalificata per due anni; non tornò più all'attività agonistica.

## Palmarès

### Olimpiadi
- 7 medaglie:
  - 5 ori (staffetta[3] ad Albertville 1992; staffetta[3] a Lillehammer 1994; 5 km, inseguimento, staffetta a Nagano 1998)
  - 1 argento (15 km a Nagano 1998)
  - 1 bronzo (30 km a Nagano 1998)

### Mondiali
- 16 medaglie:
  - 11 ori (staffetta[3] a Oberstdorf 1987; 5 km[3], staffetta[3] a Falun 1993; 5 km[3], 15 km[3], inseguimento[3], staffetta[3] a Thunder Bay 1995; staffetta[3] a Trondheim 1997; 30 km[3], staffetta[3] a Ramsau am Dachstein 1999; staffetta a Lahti 2001)
  - 3 argenti (30 km[3] a Lahti 1989; inseguimento[3] a Falun 1993; inseguimento a Lahti 2001)
  - 2 bronzi (20 km[3] a Oberstdorf 1987; 10 km a Lahti 2001)

### Coppa del Mondo
- Vincitrice della Coppa del Mondo nel 1990 e nel 1998
- Vincitrice della Coppa del Mondo di lunga distanza nel 1998 e nel 2000
- 69 podi (53 individuali, 16 a squadre[4]), oltre a quelli conquistati in sede olimpica o iridata e validi ai fini della Coppa del Mondo:
  - 29 vittorie (16 individuali, 13 a squadre)
  - 20 secondi posti (17 individuali, 3 a squadre)
  - 20 terzi posti (individuali)

#### Coppa del Mondo - vittorie
| Data             | Luogo                      | Paese     | Disciplina                                                           |
| ---------------- | -------------------------- | --------- | -------------------------------------------------------------------- |
| 15 dicembre 1989 | Calgary                    | Canada    | 15 km TC                                                             |
| 19 marzo 1994    | Thunder Bay                | Canada    | 5 km TC                                                              |
| 15 gennaio 1995  | Nové Město na Moravě       | Rep. Ceca | 4x5 km TC (con Ol'ga Danilova, Nina Gavryljuk ed Elena Välbe)        |
| 28 gennaio 1995  | Lahti                      | Finlandia | 4x5 km TL (con Ol'ga Zav'jalova, Nina Gavryljuk ed Elena Välbe)      |
| 7 febbraio 1995  | Hamar                      | Norvegia  | 4x3 km TL (con Ol'ga Danilova, Nina Gavryljuk ed Elena Välbe)        |
| 11 febbraio 1995 | Oslo                       | Norvegia  | 30 km TC                                                             |
| 12 febbraio 1995 | Oslo                       | Norvegia  | 4x5 km (con Ol'ga Danilova, Nina Gavryljuk ed Elena Välbe)           |
| 26 marzo 1995    | Sapporo                    | Giappone  | 4x5 km (con Nina Gavryljuk, Natal'ja Martynova ed Elena Välbe)       |
| 16 dicembre 1995 | Santa Caterina di Valfurva | Italia    | 10 km TC                                                             |
| 17 dicembre 1995 | Santa Caterina di Valfurva | Italia    | 4x5 km (con Nina Gavryljuk, Ljubov' Egorova ed Elena Välbe)          |
| 14 gennaio 1996  | Nové Město na Moravě       | Rep. Ceca | 4x5 km (con Svetlana Nagejkina, Nina Gavryljuk ed Elena Välbe)       |
| 22 novembre 1997 | Beitostølen                | Norvegia  | 5 km TC                                                              |
| 7 dicembre 1997  | Santa Caterina di Valfurva | Italia    | 4x5 km (con Elena Välbe, Julija Čepalova e Ol'ga Danilova)           |
| 14 dicembre 1997 | Val di Fiemme              | Italia    | 4x5 km (con Svetlana Nagejkina, Elena Välbe e Ol'ga Danilova)        |
| 16 dicembre 1997 | Val di Fiemme              | Italia    | 15 km TL                                                             |
| 8 marzo 1998     | Lahti                      | Finlandia | 4x5 km (con Ol'ga Danilova, Nina Gavryljuk e Julija Čepalova)        |
| 11 marzo 1998    | Falun                      | Svezia    | 5 km TL                                                              |
| 14 marzo 1998    | Oslo                       | Norvegia  | 30 km TC                                                             |
| 20 dicembre 1998 | Davos                      | Svizzera  | 4x5 km (con Ol'ga Danilova, Svetlana Nagejkina e Nina Gavryljuk)     |
| 7 marzo 1999     | Lahti                      | Finlandia | 10 km TC                                                             |
| 13 marzo 1999    | Falun                      | Svezia    | 15 km TC                                                             |
| 14 marzo 1999    | Falun                      | Svezia    | 4x5 km (con Svetlana Nagejkina, Natal'ja Baranova e Julija Čepalova) |
| 12 dicembre 1999 | Sappada                    | Italia    | 7,5 km TL                                                            |
| 12 gennaio 2000  | Nové Město na Moravě       | Rep. Ceca | 10 km TC                                                             |
| 5 febbraio 2000  | Lillehammer                | Norvegia  | 10 km PU                                                             |
| 5 marzo 2000     | Lahti                      | Finlandia | 15 km TC MS                                                          |
| 9 dicembre 2000  | Santa Caterina di Valfurva | Italia    | 4x3 km (con Nina Gavryljuk, Ol'ga Zav'jalova e Julija Čepalova)      |
| 10 marzo 2001    | Oslo                       | Norvegia  | 30 km TC                                                             |
| 18 marzo 2001    | Falun                      | Svezia    | 10 km TL                                                             |

Legenda:

MS = partenza in linea

PU = inseguimento

TC = tecnica classica

TL = tecnica libera

## Riconoscimenti
Al suo ritorno dai XVIII Giochi olimpici invernali di Nagano, dove aveva vinto cinque medaglie, il presidente russo Boris El'cin le conferì il titolo di "Eroina della Federazione Russa". Nel 1998 la Federazione sciistica norvegese l'insignì, con Fred Børre Lundberg, Aleksej Prokurorov e Harri Kirvesniemi, della Medaglia Holmenkollen.